# هانس ألبين
هانس ألبين (بالألمانية: Hans Albin)‏ هو منتج أفلام وكاتب سيناريو ومخرج وممثل ألماني، ولد في 27 يوليو 1905 ببرلين في ألمانيا، وتوفي في 5 سبتمبر 1988 بميونخ في ألمانيا.

## وصلات خارجية
- هانس ألبين على موقع IMDb (الإنجليزية)
- هانس ألبين على موقع ألو سيني (الفرنسية)
- هانس ألبين على موقع أول موفي (الإنجليزية)
- هانس ألبين على موقع قاعدة بيانات الأفلام السويدية (السويدية)
- هانس ألبين على موقع قاعدة بيانات الفيلم (الإنجليزية)
- هانس ألبين على موقع كينوبويسك (الروسية)